# نوربرت فيليبس
نوربرت فيليبس (9 يوليو 1896 في أستراليا - 3 أكتوبر 1961) (بالإنجليزية: Norbert Phillips)‏ هو لاعب كريكت أسترالي.

## وصلات خارجية
- نوربرت فيليبس على موقع إي آس بي آن كريك إنفو (الإنجليزية)